# 18190 Майклпфайзер
18190 Майклпфайзер (18190 Michaelpizer) — астероїд головного поясу, відкритий 25 серпня 2000 року.
Тіссеранів параметр щодо Юпітера — 3,406.